# Sub auspiciis

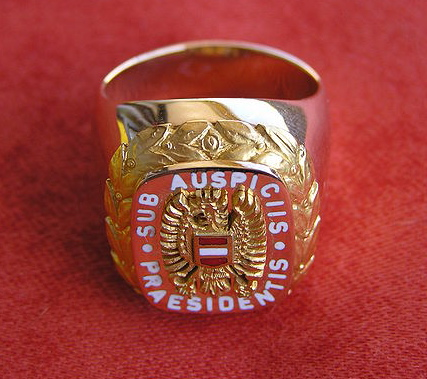
Prsten udílený při promoci „sub auspiciis“ v Rakousku

Sub auspiciis je starobylá forma slavnostní promoce, při které je vynikajícímu absolventovi udílen akademický titul pod patronátem hlavy státu. Ta se sice promoce většinou účastní jen prostřednictvím svého zástupce, ale svou záštitou vyjadřuje ocenění studijních úspěchů promovanému.
Podle typu státu se pak rozlišuje:
- Sub auspiciis praesidentis – „pod záštitou prezidenta“
- Sub auspiciis imperatoris – „pod záštitou panovníka“

Tradice této promoce sahají až do středověku a odvozuje se z římských auspicií. Přestože v Česku se již neužívá, dodnes lze takto promovat v Německu nebo v Rakousku v případě získání titulu Ph.D. Podmínkou je nejen výborný studijní prospěch a nepřekročení standardní délky studia, ale třeba i středoškolské výsledky nebo celkové vedení života i mimo univerzitu. V Rakousku se např. ročně podaří promovat „sub auspiciis“ 10–15 doktorským absolventům z celkem dvou a půl tisíce.